# Floriana

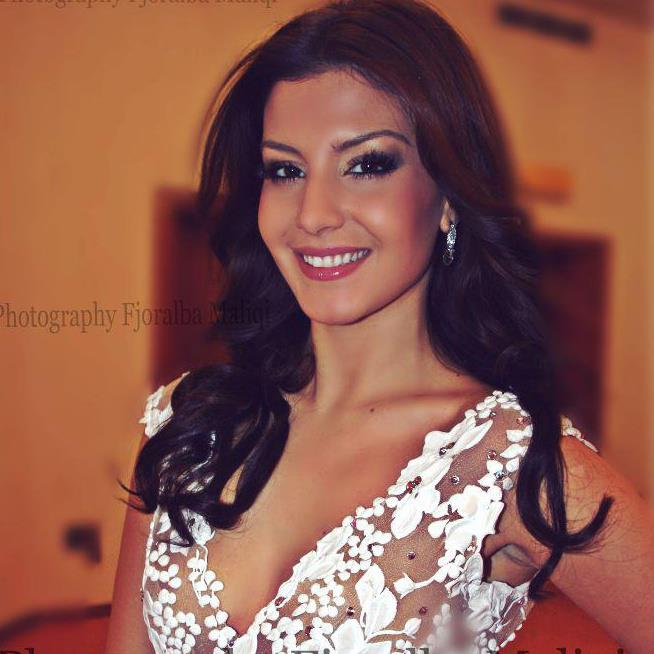
Floriana Garo, 2014.

Floriana är ett kvinnonamn med albanskt ursprung med betydelsen guld från albanska ordet flori.
Den 31 december 2014 fanns det totalt 28 kvinnor folkbokförda i Sverige med namnet Floriana, varav 25 bar det som tilltalsnamn.
Namnsdag: saknas

## Personer med namnet Floriana
- Floriana Garo, albansk fotomodell